# Surdegi
Surdegi (lit. Surdegis) – miasteczko na Litwie, na Auksztocie, nad Woszoką, w okręgu uciańskim, w rejonie oniksztyńskim, w gminie Traszkuny, 10 km na północny zachód od Traszkun i 28 km od Onikszt; 244 mieszk. (2001); stacja kolei wąskotorowej (1,5 km), kościół (do 1918 cerkiew), szkoła, urząd pocztowy.
W miejscowości między XVI w. a rokiem 1917 funkcjonował prawosławny monaster Świętego Ducha, ośrodek kultu uważanej za cudowną Surdegskiej Ikony Matki Bożej.